# Margarida d'Acaia
Margarida de Villehardouin o Margarida d'Acaia (1266 – 1315) fou la segona filla de Guillem II de Villehardouin, príncep d'Acaia i de la seva tercera muller, Anna Comnena Ducena. Es va entossudir a reclamar el tron del principat, quan la seva germana Isabel va morir, cosa que va portar el seu empresonament i la mort del seu gendre.

## Orígens
Vers el 1276, el seu pare li va conferir dos terços de la Baronia d'Akova. A la mort de Guillem II el 1278, segons s'havia acordat al Tractat de Viterbo, la titularitat del Principat d'Acaia va passar al rei de Nàpols Carles d'Anjou, el sogre de la germana de Margarida, Isabel; mentre que la mare es va quedar amb el patrimoni donat anteriorment al seu matrimoni, la Baronia de Calamata i la fortalesa de Clemoutsi, però es va veure forçada a bescanviar-les el 1282 per altres a la regió de Messènia. Margarida es va quedar sota la tutela de la seva mare fins que aquesta va morir el 4 de gener del 1286.

## La disputa pel Principat d'Acaia
El 1304 va reclamar al seu cunyat, el príncep Felip I del Piemont, una cinquena part del principat, però li va denegar. El 1307 la germana de Margarida, Isabel, i el seu marit van caure en desgràcia davant el rei Carles i aquest els va desposseir en favor de Felip I de Tàrent. A la mort d'Isabel el 1312, Margarida va tornar a fer una petició a Felip de Tàrent, però aquesta vegada li va demanar la totalitat del principat. El fonament de la petició, segons Margarida, era que en el tractat de Viterbo, s'estipulava que en cas de morir Isabel el principat tornava a ser possessió d'un altre fill de Guillem. Margarida, però, estava equivocada, ja que la donació d'aquest feu només era així en el cas que Guillem hagués tingut un descendent mascle. Un altre document en el qual fonamentava Margarida la seva petició era un document posterior al tractar de Viterbo, datat el 1344, que deia que Guillem havia estipulat en el seu testament que Margarida heretaria a la seva germana si Isabel moria sense haver tingut descendència. Però Isabel si que havia tingut una filla, Matilda d'Hainaut, encara que no amb Felip del Piemont. Per altra banda, quan Carles d'Anjou va traspassar el principat a la seva nora Isabel, el 1289, va especificar que només els descendents d'Isabel tindrien dret a heretar el principat. Carles d'Anjou va desestimar la petició i va nomenar successors a Matilda d'Hainaut i el seu marit Lluís de Borgonya.
Per tal de guanyar partidaris per la seva reclamació, Margarida va visitar Sicília el febrer del 1314. Allà va casar la seva única filla amb Ferran de Mallorca, el qual estava disposat a lluitar per títol de príncep d'Acaia. Segons la Crònica de Ramon Muntaner, Ferran es va enamorar a l'instant de la noia, descrita com "la més bella criatura que un podria contemplar" i "la dama més sàvia del món". La boda es va celebrar a Messina el 14 de febrer del 1314 amb gran cerimònia. Margarida va traspassar els seus drets al gendre i se'n va tornar a la seva baronia, al Principat d'Acaia, on uns cavallers enviats per Carles d'Anjou la van empresonar. Nicolau de Maure va ser el seu carceller i la van tenir retinguda al castell de Clemoutsi, on va morir el febrer o març del 1315. Ferran va envair Acaia per prendre-li el govern a Lluís de Borgoya. Malgrat una victòria inicial, va morir en la batalla de Manolada el juliol del 1316, i el romanent de l'armada de Mallorca va marxar poc després.

## Matrimonis i descendència
Margarida es va casar dues vegades, la primera va ser el setembre del 1294 amb Isnard de Sabran. En van tenir una filla:
- Isabel de Sabran, que es va casar amb Ferran de Mallorca, fill del rei Jaume II de Mallorca.

Isnard va morir el 1297; Margarida es va casar per segona vegada el 1299 amb Ricard I Orsini, comte palatí de Cefalònia i Zante. En van tenir una filla que va morir infant.